# Hasdrúbal (net de Massinissa)
Hasdrúbal va ser el net de Massinissa I de Numídia per part de mare, però cartaginès per pare i naixement.
L'any 149 aC va ser nomenat comandant de la ciutat de Cartago quan es va iniciar l'atac romà i va adoptar enèrgiques mesures de resistència contra els cònsols Marc Manili i Luci Marci Censorí. No es torna a mencionar el seu nom fins a l'any 148 aC, després de la derrota de Luci Calpurni Pisó Censorí a Hipona, quan els seus enemics van presentar una acusació contra ell, i deien que havia afavorit els romans pels interessos del seu cunyat Gulussa. Incapaç de dir res davant d'una acusació tan inesperada, va ser atacat en un tumult i la seva sort final és incerta.